# Malwarebytes
Malwarebytes Inc. je američka tvrtka za internetsku sigurnost s uredima u Santa Clari u Kaliforniji ; Clearwater, Florida ; Tallinn, Estonija i Cork, Irska.  Specijalizirana je za zaštitu kućnih računala, pametnih telefona i tvrtki.
Ova tri proizvoda integrirana su u jedan program zvan Malwarebytes 3.0 Premium, koji je plaćeni program s 14-dnevnim besplatnim probnim vremenom. Malwarebytes Anti-Exploit više nije dostupan kao besplatni samostalni proizvod. 

## Povijest
Malwarebytes Inc. neslužbeno je osnovan 2004. godine.  Generalni direktor i osnivač Marcin Kleczynski, podrijetlom iz Poljske, još je bio tinejdžer koji je pohađao srednju školu u Bensenvilleu u državi Illinois, a radio je kao tehničar u radionici za popravku računala u Chicagu.  Primijetio je da će svaki put kad stignu zaražena računala obično preoblikovati računalo, bez obzira na to je li zaraza samo neznatna. Tek kad je računalo njegove majke postalo zaraženo, Kleczynski je saznao više o tome zašto virus nije izravno napadnut, otkrivši da ni McAfee ni Symantec neće ukloniti zlonamjerni softver iz svog sustava. Kasnije se prisjetio "Nikad nisam bio bijesan kao kad sam se zarazio računalom", i priznao da mu je majka rekla da to popravi "pod kaznom smrti".  Tek nakon što je Kleczynski objavio na forumu SpywareInfo, tada popularnom, uspio je naučiti kako ga obrisati, a trajalo je tri dana. Tvrtka je neslužbeno osnovana nakon toga, kada je Kleczynski razgovarao i sprijateljio se s nekoliko urednika foruma, koji su ga napastovali da od njih kupi neiskorištenu domenu. 
U 2011. godini Malwarebytes je kupio HPhosts. Sljedeće godine tvrtka je lansirala na korporativno tržište s poslovnim proizvodom usmjerenim na otkrivanje i zaštitu protiv zlonamjernog softvera na radnoj površini 2013. godine Malwarebytes je kupio ZeroVulnerabilityLabs, Inc., sigurnosnu istraživačku i razvojnu tvrtku koju je osnovao Pedro Bustamante, a koja softverske aplikacije štiti od "poznatih i nula-dnevnih podviga koji se koriste u eksploatacijskim setovima, web eksploatacijama ranjivosti i drugim korporativnim napadima".
U 2014. godini Malwarebytes je primio 30 milijuna američkih dolara financiranja od Highland Capital-a, a do sljedeće je godine objavio da je obradio 250 milijuna računala širom svijeta, što predstavlja oko 20–25% radnih poslovnih računala.  Do 2013. tvrdilo se da je uklonio pet milijardi prijetnji zlonamjernim softverom s računala u prvih pet godina.  Tvrtka je u lipnju 2015. objavila da seli sjedište iz Bulevara Almaden 10 u San Joseu, Kalifornija, u novi uredski prostor površine 52 000 četvornih metara (4 800 m 2 ) na dva gornja kata 12-katne 3979 slobode Kružite u Santa Clari u Kaliforniji, Novi ured je više nego dvostruko veći od nekadašnjeg ureda. Tvrtka je izvijestila o porastu od 10 milijuna korisnika u samo jednoj godini, s 25 na 35 milijuna tada aktivnih korisnika, te povećanjem prihoda za 1653% u 2014.  Kleczynski je 2015. godine proglašen jednim od Forbesovih časopisa ' 30 Ispod 30 '. 
U siječnju 2016., Malwarebytes je predstavio napredni anti-ransomware paket Endpoint Security,  i objavio da je prikupio 50 milijuna dolara ulaganja od tvrtke Fidelity Management and Research Company. Kleczynski je izjavio da će se sredstva koristiti prvenstveno za zapošljavanje, razvoj proizvoda i marketinšku imovinu.  Malwarebytes je u lipnju najavio snažan rast prodaje od preko 75 posto u prvom tromjesečju godine u odnosu na 2015., s tim da su računi nadmašili 100 milijuna dolara. Osnovano je da je osnovica korporativne pretplate za tvrtku porasla za 90%.  U rujnu, Proofpoint, Inc.Predsjednik uprave Gary Steele pridružio se odboru tvrtke, a Kleczynski je kao glavne razloge naveo „duboko znanje u industriji sigurnosnog softvera i njegovu dokazanu sposobnost [at] povećanja prihoda od prodaje“.  Tvrtka je u listopadu kupila AdwCleaner, Windows program koji se koristio za čišćenje adwarea s računala.  Tvrtka je u veljači 2017. kupila Saferbytes, talijansku sigurnosnu tvrtku specijaliziranu za tehnologije protiv zlonamjernog softvera, anti-exploit, anti-rootkit, cloud AV i sandbox tehnologije. 

## Proizvodi Malwarebytes-a
Malwarebytes ima nekoliko proizvoda koji su od 2011. bili dostupni na 36 različitih jezika. Malwarebytes Anti-Malware nudi dvije različite verzije, jednu za besplatno preuzimanje za kućna računala, a drugu profesionalnu verziju, s 14-dnevnim besplatnim probnim vremenom, nudeći "zaštitu u stvarnom vremenu od zlonamjernog softvera, automatsko skeniranje i automatsko ažuriranje",  Malwarebytes Anti-Malware Mobile besplatna je Android aplikacija koja štiti pametne telefone od mobilnog zlonamjernog softvera, sprečavajući neovlašteni pristup osobnim podacima identificirajući aplikacije za praćenje.
U 2014. tvrtka je lansirala Malwarebytes Anti-Malware 2.0 s poboljšanim korisničkim sučeljemi nadzornu ploču. U 2014. tvrtka je objavila Malwarebytes Anti-Exploit koji štiti odabrane aplikacije od napada iskorištavanjem ublažavanja radi zaštite ranjivih programa.  Anti-Exploit također dolazi u besplatnoj verziji koja se plaća za Windows računala. Besplatna verzija zaustavlja eksploatacije u preglednicima i Javi, dok plaćeni proizvod dodaje zaštitu šireg spektra softverskih aplikacija.  Anti-Exploit dobio je četiri zvjezdice iz PC Magazina  i osvojio nagradu za sigurnosnu inovaciju godine časopisa V3. Godine 2016. Malwarebytes Anti-Exploit spojen je u premium verziju Malwarebytes verzije 3.0, a samostalna aplikacija sada se nudi samo kao vječna beta. U srpnju 2015. Malwarebytes je kupio AdwareMedic i izdao Malwarebytes Anti-Malware za Mac, koji otkriva zlonamjerni softver, adware i potencijalno neželjene programe na računalima Macintosh .

## Licenca
Softverska licenca  zahtijeva arbitražu "u županiji u kojoj prebivate", zabranjuje klasna tužba, obrnuti inženjering i dijeljenje te ograničava jamstva i odgovornost. Čak se i besplatna verzija možda ne dijeli, jer zasebno prate svaki korisnik.

## Pravila korištenja
- Nema ograničenja za ono što nazivaju "osobama koje se ne mogu prepoznati" ("non-PII") ". "Non-PII ... može uključivati ... anonimno generirane identifikatore uređaja",  koji su vezani za većinu ostalih gore navedenih podataka.
- Ograničena upotreba osobnih podataka (PII), uključujući ime, adresu, telefon, naziv tvrtke, veličinu i vrstu poslovanja, "ne dijelimo PII s trećim stranama", osim u situacijama navedenim u Pravilima o privatnosti, koji uključuju da oni "mogu objaviti PII vladi ... i privatnim strankama ... kako bi zadovoljili ... propis ... sudski pozivi ... radi zaštite ... javnosti općenito; ... za sprečavanje ili zaustavljanje aktivnosti za koju smatramo da je nezakonita ili neetički."  Oni također otkrivaju dovoljno informacija za pružanje "oglašavanja na temelju vaših aktivnosti i interesa pregledavanja".

Općenito ne postavljaju vremensko ograničenje u koliko dugo čuvaju podatke, osim IP adrese ili kada korisnici zatraže brisanje PII:
- "ne zadržavamo IP adresu ... Međutim, koristimo je da okupimo ... kontinent, zemlju, grad i približnu širinu / dužinu ... Vrsta veze (dialup / širokopojasni / satelit / mobilni) ISP ... Organizacija za koju je IP adresa licencirana, ako postoji ".
- "Možete pristupiti i izmijeniti PII [osobno identificirajuće podatke] ... Ako želite da izbrišemo vaš PII ... Mi ćemo izbrisati vaše podatke što je prije moguće; neki podaci mogu ostati u arhiviranim / sigurnosnim kopijama za naše evidencije ili kako drugačije zahtijeva zakon. Vaše podatke možemo zadržati sve dok je vaš račun aktivan ili prema potrebi za pružanje usluga, poštovanje naših zakonskih obveza, rješavanje sporova i provođenje naših sporazuma. "  Oni definiraju PII za izuzeće identifikatora uređaja, tako da ne obećavaju brisanje tih identifikatora i povijesti korisnika.

## Osoblje
predsjednik uprave je Marcin Kleczynski, a Tom Fox je glavni financijski direktor Malwarebytes-a.